# ويلي كاريك
ويلي كاريك (بالإنجليزية: Willie Carrick)‏ هو لاعب كرة قدم أيرلندي، ولد في 26 سبتمبر 1952 في دبلن في جمهورية أيرلندا. لعب مع مانشستر يونايتد ونادي تشيلمسفورد ونادي لوتون تاون.